# Kiwu

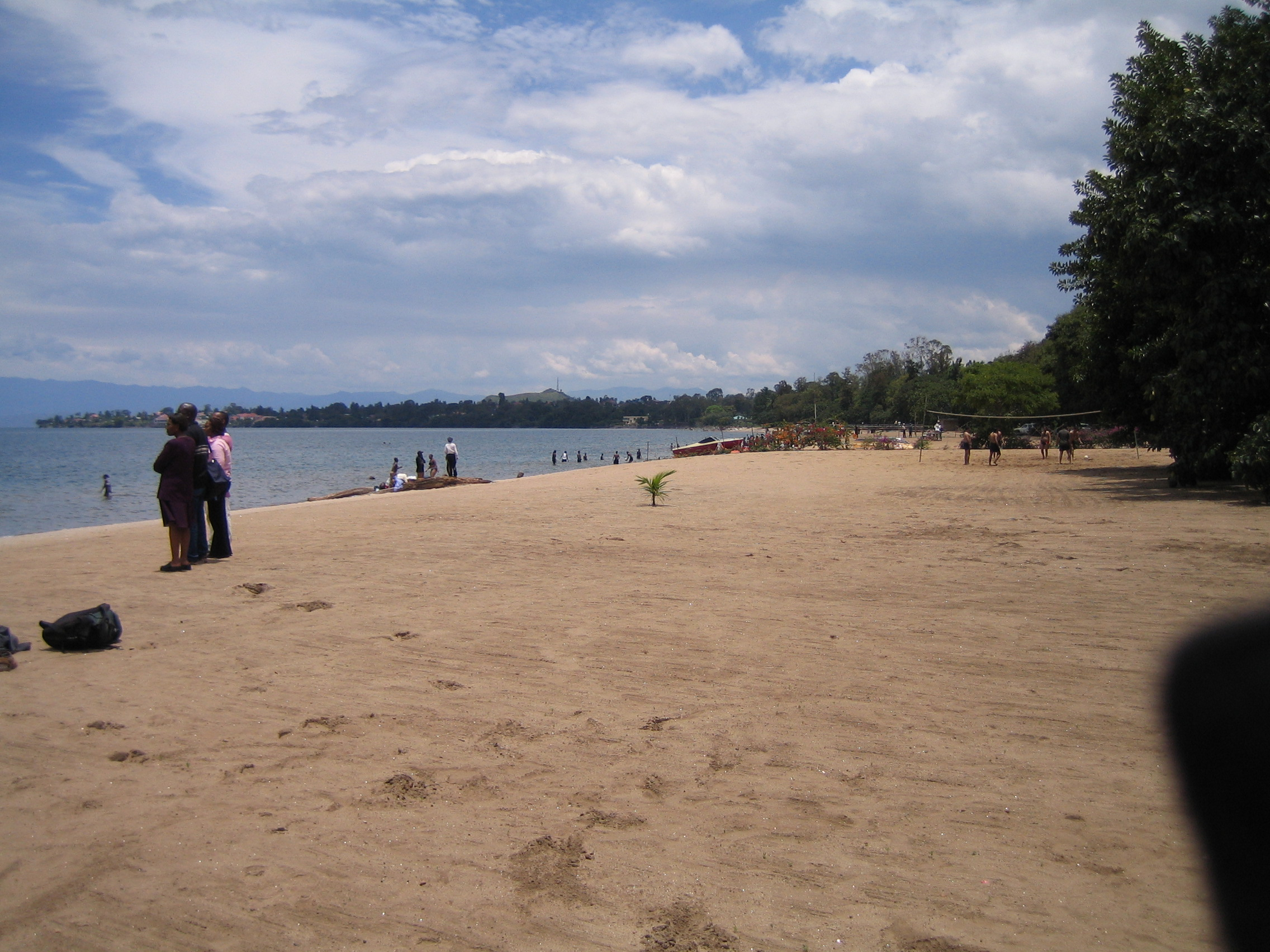
Brzegi jeziora w Gisenyi

Kiwu (fr. Lac Kivu) – jezioro pochodzenia tektonicznego na granicy Demokratycznej Republiki Konga i Rwandy. Należy do grupy Wielkich Jezior Afrykańskich.
Z jeziora wody odpływają przez rzekę Ruzizi do jeziora Tanganika.
Powierzchnia2650 km²
Głębokość maksymalna480 m
Wysokość1460 m n.p.m.
Wody jeziora na głębokości ok. 300 m są przesycone metanem, który jest na niewielką skalę wydobywany.
Ichtiofauna jeziora jest stosunkowo uboga. Żyje tu 28 gatunków ryb, z tego 4 introdukowane przez człowieka.
Miejscowości nad jeziorem Kiwu:
- Kongo
  - Bukavu
  - Kabare
  - Kalehe
  - Saké
  - Goma
- Rwanda
  - Gisenyi
  - Kibuye
  - Cyangugu

## Zobacz też

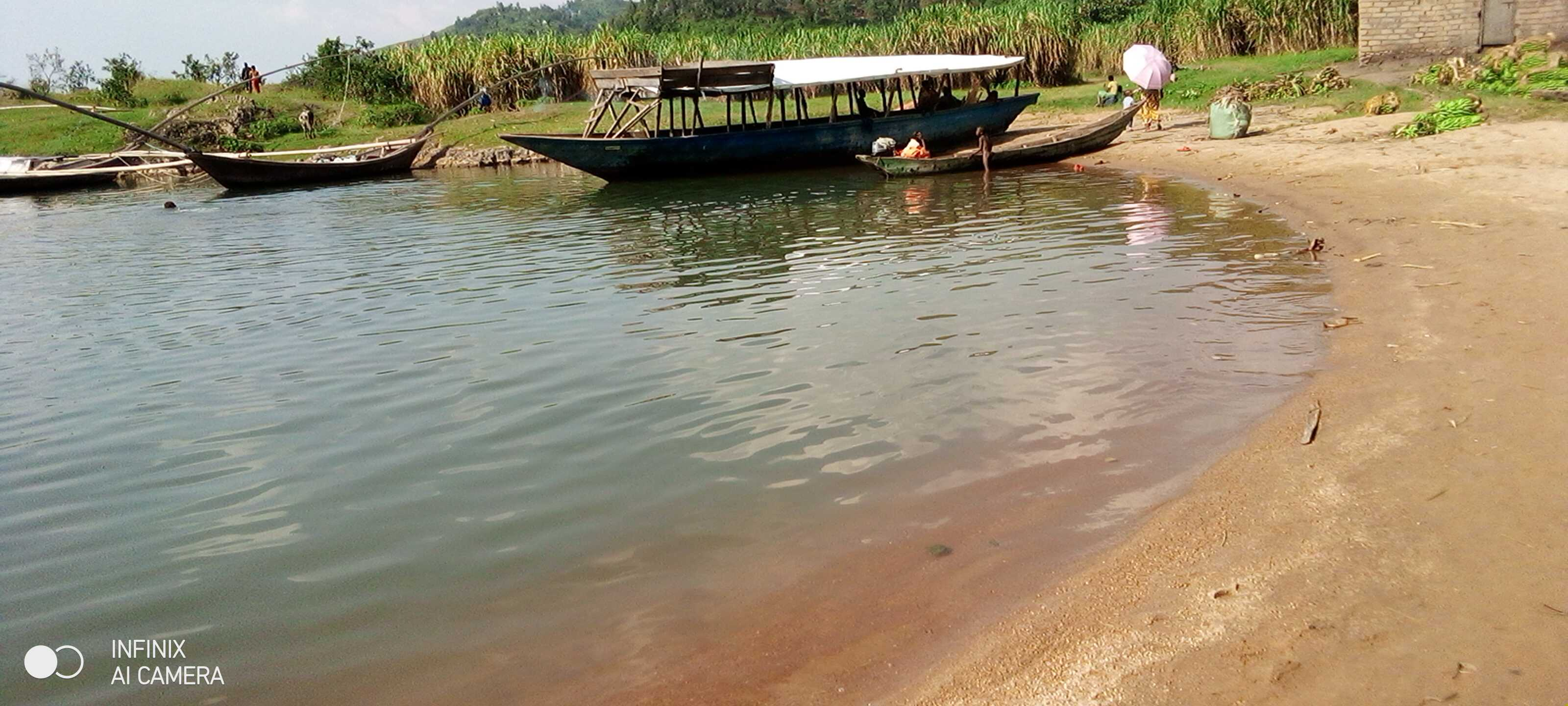
Kiwu